# Aérocarène
Aérocarène war ein französischer Hersteller von Automobilen.

## Unternehmensgeschichte
Christian Desbenoît und der Ingenieur Bodu gründeten 1947 das Unternehmen in Courbevoie und begannen mit der Produktion von Automobilen. Der Vertrieb erfolgte unter dem Markennamen Aérocarène. 1948 endete die Produktion.

## Fahrzeuge
Das einzige Modell war der Aérocarène 700. Dies war ein Kleinwagen mit drei Rädern, bei dem sich das einzelne Rad hinten befand. Für den Antrieb sorgte ein Zweizylinder-Zweitaktmotor mit 684 cm³ Hubraum und 23 PS Leistung, der im Heck montiert war. Die Höchstgeschwindigkeit war mit 120 km/h angegeben. Das kleine Coupé verfügte über keine Türen. Stattdessen wurde der vordere Teil der Karosserie nach vorne geschoben, um das Ein- und Aussteigen zu ermöglichen. Bei einem Radstand von 242,5 cm und einer vorderen Spurbreite von 152 cm war das Fahrzeug 343 cm lang. Das Leergewicht war mit 280 kg angegeben.